# 周易 (民國人物)
周易（1855年—1922年）字子元，号芷沅，广东省揭阳县榕城人。清朝及中华民国政治人物。

## 生平
周易幼年常随父亲出入丁日昌的持静斋书楼，博览群书。清朝光绪二年（1876年），周易随福建巡抚丁日昌赴台湾，负责学政文牍。光绪三年（1877年）返回揭阳，在家读书。
光绪十一年（1885年）乙酉科拔贡。光绪十三年（1887年），应揭阳县知县王菘的委托，修《揭阳县续志》。不久，周易以试用知县候补广西，起初入广西巡抚幕府，后来历任博白县、归顺县等县知县，光绪二十九年（1903年）升鬱林州知州。任内，他劝农村试种棉花，并著《种棉浅说》。
宣统三年（1911年）辛亥革命爆发，何子英、刘任臣率潮汕革命军于11月11日攻入揭阳县，知县范晋藩弃职逃走。革命军改组了揭阳县衙，设立了民政局，周易被推举为民政长，任职数月。1912年7月，广东省派员接任揭阳县政。后来，周易任广东省的国会参议员，到北京任职。不久，他离开北京，赴广西任桂林道尹，任职很短便弃职回乡。
晚年，他历任礐石中学、榕江学堂教员，并在家设馆招收学生。
1922年，周易逝世。

## 著作
- 《味菘园潮抄》
- 《标园诗钟》
- 《口味园杂作》
- 《台游日记》[1]